# سكيت-ليدينغ ستارز
سكيت-ليدينغ ستارز (باليابانية: スケートリーディング☆スターズ، بالروماجي: Sukēto Rīdingu☆Sutāzu) هو مسلسل أنمي تلفزيوني أصلي من إخراج غورو تانيغوتشي وتوشينوري فوكوشيما، ومن إنتاج استوديو جاي سي ستاف، عرض الأنمي في 10 يناير عام 2021 واستمر عرضه حتى 28 مارس عام 2021، وتكون من 12 حلقة.

## القصة
تدور أحداث القصة عن مجموعة من طلاب المدرسة الثانوية الذين يشاركون في بطولة تزلج اسمها سكيت-ليدينغ.

## الشخصيات

### ثانوية إيونوداي
كينسي مايشيما (باليابانية: 前島絢晴، بالروماجي: Maeshima Kensei)
أداء صوتي: يوما أوتشيدا
هاياتو سايوغاي (باليابانية: 流石井隼人، بالروماجي: Sasugai Hayato)
أداء صوتي: ماكوتو فوروكاوا
تومويوكي كوبوتا (باليابانية: 窪田智之، بالروماجي: Kubota Tomoyuki)
أداء صوتي: غين ساتو
إيزومي هيميكاوا (باليابانية: 姫川泉澄، بالروماجي: Himekawa Izumi)
أداء صوتي: يويتشيرو أوميهارا
أكيميتسو موتشيزوكي (باليابانية: 望月暁光، بالروماجي: Mochizuki Akimitsu)
أداء صوتي: ريو تسوتشيدا
سوتا جونوتشي (باليابانية: 城ノ内颯太، بالروماجي: Jōnouchi Sōta)
أداء صوتي: سويا تشيبا
شوتارو تيراوتشي (باليابانية: 寺内正太郎، بالروماجي: Terauchi Shōtarō)
أداء صوتي: ساتوشي هينو
إيتسوكي كيرياما (باليابانية: 桐山樹، بالروماجي: Kiriyama Itsuki)
أداء صوتي: تومواكي ماينو
يوكيميتيو موتشيزوكي (باليابانية: 望月雪光، بالروماجي: Mochizuki Yukimitsu)
أداء صوتي: ناتسوكي هاناي

### شخصيات أخرى
ريو شينوزاكي (باليابانية: 篠崎怜鳳، بالروماجي: Shinozaki Reo)
{{أداء صوتي|هيروشي كاميا
تورانوسوكي كورايوشي (باليابانية: 倉吉虎之助، بالروماجي: Kurayoshi Toranosuke)
أداء صوتي: كايتو تاكيدا
تايغا هيمورو (باليابانية: 氷室泰冴، بالروماجي: Himuro Taiga)
أداء صوتي: يوكي أونو
نوا كوجي (باليابانية: 久遠寺夢空، بالروماجي: Kuonji Noa)
أداء صوتي: سوما سايتو
هاجيمي إيشيكاوا (باليابانية: 石川一، بالروماجي: Ishikawa Hajime)
أداء صوتي: هيروفومي نوجيما
سوسومو إيشيكاوا (باليابانية: 石川二، بالروماجي: Ishikawa Susumu)
أداء صوتي: كينجي نوجيما

## وصلات خارجية
- موقع الأنمي الرسمي باللغة اليابانية
- سكيت-ليدينغ ستارز على موقع ANN anime (الإنجليزية)